# U 576
U 576 war ein deutsches U-Boot vom Typ VII C der deutschen Kriegsmarine, das im Zweiten Weltkrieg eingesetzt wurde.

## Geschichte
U 576 wurde auf der Hamburger Blohm & Voss-Werft gebaut. Die Kiellegung war am 1. August 1940 und der Stapellauf erfolgte am 30. April 1941. Das Boot wurde am 26. Juni 1941 unter Kapitänleutnant Hans-Dieter Heinicke in Dienst gestellt, der es bis zu dessen Versenkung befehligte. U 576 wurde am 26. Juni 1941 der 7. U-Flottille als Ausbildungsboot zugeteilt. Nach Abschluss des Trainings der Besatzung verblieb es als Frontboot bei dieser Flottille.
Auf vier Unternehmungen versenkte U 576 vier Handelsschiffe mit einer Tonnage von 15.450 BRT und beschädigte zwei weitere mit 19.457 BRT.
Am 16. Juni 1942 lief das Boot zum letzten Mal von St. Nazaire aus. Letztmals wurden sieben U-Boote gleichzeitig im Westatlantik eingesetzt (U 132, U 158, U 202, U 332, U 404, U 576, U 701). Das Risiko dieser Einsätze war beträchtlich gestiegen, da es außerhalb von begleiteten Konvois kaum noch Ziele gab. Am 13. Juli 1942 trat das bis dahin auf dieser Fahrt erfolglose U 576 nach einer Beschädigung die Heimfahrt an. Am 15. Juli griff das Boot vor der Küste von North Carolina doch noch den Konvoi KS-520 an, der auf dem Weg von Norfolk nach Key West war, versenkte gegen 16:20 Uhr ein Schiff, die Bluefields, und beschädigte zwei weitere, die Chilore und die J.A. Mowinckel. Kurz danach wurde es an der Wasseroberfläche durch Wasserbomben zweier US-Kingfisher-Bomber der Scouting Squadron VS-9 und Geschützfeuer des bewaffneten US-Handelsschiffs Unicoi beschädigt und anschließend versenkt. Alle 45 Besatzungsmitglieder kamen ums Leben. Das Wrack von U 576 wurde im August 2014 30 Seemeilen vor Cape Hatteras entdeckt, etwa 200 Meter neben dem Wrack des von ihr versenkten nicaraguanischen Frachters Bluefields (Koordinaten etwa N 34° 30.6' W 75° 13.2'). Bei Bergungsversuchen der beschädigte Schiffe lief der Schlepper Keshena in ein Minenfeld und sank; die ebenfalls durch Minen beschädigte Chilore sank noch in der Mündung der Chesapeake Bay. Die J.A. Mowickel erhielt ebenfalls einen Minentreffer, konnte aber repariert werden.
Nachdem drei U-Boote versenkt worden waren, erhielten die anderen vier Boote am 19. Juli den Befehl zur Rückfahrt.